# I'm Happy Just to Dance with You
I'm Happy Just to Dance with You è una canzone dei Beatles pubblicata nell'album A Hard Day's Night e come lato B di un singolo statunitense avente come lato A I'll Cry Instead.

## Il brano

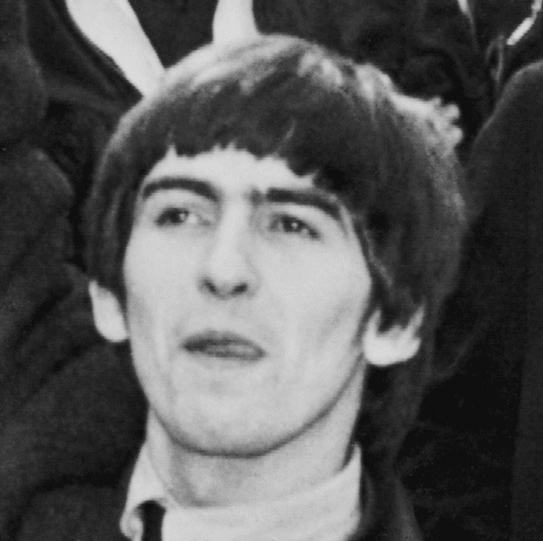
George Harrison

La canzone venne scritta dalla coppia Lennon-McCartney come pezzo che George Harrison avrebbe cantato nel film e nell'album A Hard Day's Night. Venne registrata il primo marzo 1964, lo stesso giorno di I Call Your Name e Long Tall Sally, che finirono in seguito sull'EP Long Tall Sally. Era la prima volta che i Beatles registrarono una Domenica.  Tutti e tre i brani vennero registrati in sole tre ore; per la registrazione di I'm Happy Just to Dance with You occorsero quattro nastri.
Esiste una versione, registrata alla BBC parigina, che venne fatta ascoltare sulle radio per la prima volta il 3 agosto 1964. Una versione, comparsa su bootleg, non ha il raddoppio vocale.
In vari stati venne pubblicata sul retro di I'll Cry Instead; negli USA arrivò alla venticinquesima posizione, in Canada alla ventesima.

## Formazione
- George Harrison: voce raddoppiata, chitarra ritmica
- Paul McCartney: cori, basso elettrico
- John Lennon: cori, chitarra ritmica
- Ringo Starr: batteria[4], tam-tam[1]